# Phanerotoma gigantea
Phanerotoma gigantea är en stekelart som beskrevs av Herbert Zettel 1990. Phanerotoma gigantea ingår i släktet Phanerotoma och familjen bracksteklar. Inga underarter finns listade i Catalogue of Life.